# 忠海兵器制造所
忠海兵器制造所（又被称为）是大日本帝国在中国抗日战争使用的化学武器的制造工厂，该工厂位于日本廣島縣竹原市附近的大久野岛上。
1929年自1944年7月间，该工厂共生产化学武器用剂6600吨。

## 历史

### 背景
第一次世界大战时期，化学武器的频繁应用，吸引了日本的关注。大日本帝國陸軍所辖陆军技术本部为此于1914年开始了对化学武器的调查研究工作。1915年12月，日本陆军又设置临时军事调查委员会（委员长：菅野尚一少将），派遣委员前往欧洲调研一战时欧洲诸国的战时体制与总体战的动员方式，其研究领域中便包含了一战时期的化学战。1916年，日本陆军技术本部通过与陆军军医学校的协作下，就文献中的化学武器相关内容进行了调查，并于1917年正式接受研究命令，开始研究放射性化学武器和防毒面罩。1918年5月31日，日本陆军省设置临时毒气调查委员会，该委员会的调研领域便包含研究西伯利亚干涉时的化学武器攻防战的应用，并委托程谷曹達工場、中村研究所（东京府大井）、足尾銅山、陸軍衛生材料廠进行各种化学武器的研究制造，并于1918年9月将溴定为化学武器的填充材料。

1919年4月15日，日本对東京第二陸軍造兵廠陆军火药研究所（板橋）进行改组，设立陆军科学研究所，其陆军科学研究所第二课便是专研化学武器领域的部门，该部门中的化学武器研究部门后于1925年被升格划分为陆军科学研究所第三部（部长由岸本綾夫少将担任）。此后，陆军科学研究所第三部又先后经历了多次改组，如陆军科学研究所第二部（1932年）、陆军技术本部第六技术研究所（1941年）、陆军兵器行政本部第六陆军技术研究所（1942年），该部门做了大量关于毒气战的武器制定与制式化工作。陆军兵器行政本部第六陆军技术研究所与陸軍造兵廠火工厂忠海兵器製造所（日军的化学武器制造部门）、陆军习志野学校（日军的化学武器教育研究机关）、关东军化学部（日军的化学武器实战部队）支撑了日本陆军化学武器战体制与研究体系，该体系于1930年代将日本化学战相关的兵器器材完成现实化、制式化应用。

### 忠海兵器制造所
1927年8月1日，日本陆军将大久野島用于军事用途规划，并在岛上设立陸軍造兵廠火工廠忠海派出所。。1928年7月9日，日本陆军在岛上创设用于生产化学武器的陆军忠海兵器制造所，并废止了陸軍造兵廠火工廠忠海派出所，同年8月，岛上居住的农户被强制迁出。1929年4月，工厂开始制造化学武器用剂，同年5月19日，举行了典礼庆祝工厂开厂。1933年，工厂实现大量生产的能力。1941年，大久野岛的化学武器产量达到顶峰。1943年，受日本学徒勤劳令影响，开始募集学生进厂生产化学武器。1944年，开始停止生产化学武器，转向生产气球炸弹的气球部分。1945年日本投降后，该工厂又改名为臣第2963部隊。
| 年度   | 年产量 | 品类                                                                    | 备注                         |
| ------ | ------ | ----------------------------------------------------------------------- | ---------------------------- |
| 1931年 | 1吨    | 2-氯苯乙酮                                                              | 数据出自战后，美军的调查报告 |
| 1932年 | 0吨    |                                                                         | 数据出自战后，美军的调查报告 |
| 1933年 | 4吨    | 芥子毒气（2吨） 2-氯苯乙酮（2吨）                                       | 数据出自战后，美军的调查报告 |
| 1934年 | 72吨   | 芥子毒气（60吨） 2-氯苯乙酮（2吨） 路易氏剂（4吨） 二苯基氰化胂（6吨）  | 数据出自战后，美军的调查报告 |
| 1935年 | 39吨   | 芥子毒气（15吨） 路易氏剂（3吨） 二苯基氰化胂（20吨） 2-氯苯乙酮（1吨） | 数据出自战后，美军的调查报告 |
| 1936年 | 32吨   | 芥子毒气（10吨） 路易氏剂（5吨） 二苯基氰化胂（15吨） 2-氯苯乙酮（2吨） | 数据出自战后，美军的调查报告 |

### 战后
战后，该工厂被驻日美军销毁。1963年，大久野島国民休暇村（现为休暇村大久野島）开业，工厂所在的大久野島逐渐发展为旅游景点。1985年，岛上被设慰霊碑以纪念因生产化学武器而死亡的工人。1988年，竹原市在岛上开设大久野島毒氣資料館。
2003年侵华日军遗弃在华化学毒剂泄漏事件发生，中国黑龙江省齐齐哈哈市的一处日军遗留化学武器中的毒剂泄露导致44人受伤，1人死亡，其化学武器被认为是产自大久野島上的忠海兵器制造所。2009年，日本政府从大久野島北部海域里回收了因旅游建设施工而发现的20件化学武器，日本环境省表示遗留化学武器对环境无影响。

## 产品
日本陆军一般以颜色作为代号称呼各种类别型号的化学武器，日本海军则以（某号特药）为代号称呼。下表所述称呼采用日本陆军描述。
| 称呼         | 种类       | 化学物质     | 颜色/形态     | 气味           | 推定产量      | 推定产量                               | 备注                                         |
| 称呼         | 种类       | 化学物质     | 颜色/形态     | 气味           | 月计产量峰值  | 总生产量                               | 备注                                         |
| ------------ | ---------- | ------------ | ------------- | -------------- | ------------- | -------------------------------------- | -------------------------------------------- |
| 茶 | 血液性毒劑 | 氰化氢       | 微褐色 液体   | 扁桃味         | 50吨          | 248吨                                  | [ 13 ] [ 14 ] [ 15 ]                         |
| 緑 | 催淚彈     | 2-氯苯乙酮   | 微黄色 固体   | 苹果花味       | 25吨          | 28吨                                   | 代号：C号                                    |
| 黄 | 糜烂性毒剂 | 芥子毒气     | 褐色 粘液体   | 罌粟味         | 200吨 ～450吨 | （甲） 915吨 （乙） 921吨 （丙） 969吨 | 代号：黄一号、A号                            |
| 黄 | 糜烂性毒剂 | 路易氏剂     | 微黄色 粘液体 | 天竺葵属植物味 | 50吨          | 1,268吨                                | 代号：黄二号、A号 又被称为死亡之露（日语：死の露） |
| 红 | 嘔吐剤     | 二苯基氰化胂 | 淡绿色 固体   | 蒜+杏仁        | 50吨 ～80吨   | 1,757吨                                | [ 16 ] [ 13 ] [ 14 ] [ 15 ]                  |
| 蓝 | 肺剂       | 光气         |               | 干草味         |               |                                        | [ 16 ] [ 14 ] [ 20 ]                         |
| 白 | 煙霧彈     | 三氯化砷     |               | 刺激性臭味     |               |                                        | [ 14 ] [ 20 ]                                |

## 历代所长
历代所长名单：
- 第一任所长：大島駿（日语：大島駿）
- 第二任所长：生田重勝
- 第三任所长：信氏良吉（日语：信氏良吉）
- 第四任所长：服部誠吾
- 第五任所长：中橋桂次郎
- 第六任所长：阿部三雄
- 第七任所长：山中峰次